# Список Первых секретарей Амурского областного комитета КПСС

Список Первых секретарей Амурского обкома КПСС — глав КПСС в Амурской области с 4 марта 1933 по 1991 год.
1. Верный, Владимир Александрович (4.3.1933 — август 1933)
2. Иванов, Василий Савельевич (август 1933—1937)
3. Макагонов, Семён Алексеевич (январь 1937 — июнь 1938)
4. Истомин, Владимир Михайлович (ноябрь 1938 — 13.1.1940)
5. Горнов, Николай Александрович (январь 1940—1942)
6. Румянцев, Сергей Степанович (1942—1943)
7. Спиридонов, Алексей Михайлович (октябрь 1943 — декабрь 1947)
8. Майоров, Николай Васильевич (декабрь 1947 — 14.8.1948)
9. Васильев, Федор Романович (14.8.1948 — 7.8.1952)
10. Собенин, Аркадий Иванович (7.8.1952 — 16.12.1955)
11. Игнатов, Степан Андреевич (16.12.1955 — 15.8.1957)
12. Морозов, Петр Иванович (15.8.1957 — 9.4.1964)
13. Авраменко, Степан Степанович (9.4.1964 — 29.6.1985)
14. Шарин, Леонид Васильевич (29.6.1985 — 26.4.1990)
15. Шилов, Владимир Николаевич